# Чернівка (Амурська область)
Чернівка (рос. Черновка) — село у Свободненському районі Амурської області Російської Федерації. Розташоване на території українського історичного та етнічного краю Зелений Клин.
Входить до складу муніципального утворення Черновська сільрада. Населення становить 633 особи (2018).

## Історія
4 січня 1926 року відповідно до Декрету ВЦВК РРФСР село увійшло до складу Свободненського району Амурського округу Далекосхідного краю. З 20 жовтня 1932 року входить до складу новоутвореної Амурської області.
З 1 січня 2006 року органом місцевого самоврядкування є Черновська сільрада.

## Населення
| 2002 | 2010 | 2012 | 2013 | 2014 | 2015 | 2016 |
| ---- | ---- | ---- | ---- | ---- | ---- | ---- |
| 552  | ↗577 | ↗618 | ↗638 | ↗658 | ↗680 | ↘644 |
| 2017 | 2018 |      |      |      |      |      |
| ↘630 | ↗633 |      |      |      |      |      |